# Етименес
Етименес или Ехименес (на старогръцки: Εὐθυμένης) е древногръцки мореплавател и изследовател на бреговете на Западна Африка през 6 век пр.н.е.

## Биография
Роден е през 600 г. пр.н.е. в древногръцката колония Масалия, Фокея (днес Марсилия, Франция). Сведенията за неговите дела са от втора, римска ръка и се упоменават от Плутарх и Сенека, като съвременните изследователите с голяма степен на вероятност приемат, че негова ранноантична морска експедиция достига в плаването си на юг покрай африканския бряг до река Сенегал.
Етименес и масалската морска школа са своеобразен древногръцки конкурент по времето на сицилианското противопоставяне в Западното Средиземноморие и отвъд Херкулесовите стълбове на Пунически Картаген с неговите морски експедиции на Ханон Мореплавателя и Хамилкон на юг и север отвъд Гибралтар. Предходно около 600 г. пр.н.е. по времето на египетския фараон Нехо II, финикийска морска експедиция обиколила Африка, след като отплавала от Червено море и акостирала обратно пристигайки от запад покрай либийския бряг в Древен Египет.